# Crime Crackers
Crime Crackers es un videojuego de disparos en primera persona de 1994, desarrollado por Media.Vision y Japan Studio y publicado por Sony Computer Entertainment (SCE) para la consola PlayStation. La historia está ambientada en un manga de ciencia ficción; el jugador controla a un grupo de cazarrecompensas a bordo de una nave espacial que asumen encargos de la policía intergaláctica, exploran escenarios de entorno tridimensional y se enfrentan a los enemigos que irrumpen en pantalla.
El desarrollo corrió a cargo de un equipo liderado por Takashi Fukushima, quien había fundado Media.Vision en 1993, en colaboración con el recién creado Japan Studio de SCE. El juego debía estar listo para el lanzamiento de la consola, por lo que ambos equipos solo tuvieron siete meses para sacarlo adelante.
Crime Crackers salió a la venta el 3 de diciembre de 1994 y fue uno de los ocho títulos de lanzamiento de PlayStation en Japón, pero no tuvo publicación internacional. Media.Vision hizo posteriormente otros juegos en PlayStation como Rapid Reload (1995), la primera parte de la serie Wild Arms (1996) y la secuela Crime Crackers 2 (1997).

## Sistema de juego
Crime Crackers es un videojuego de disparos en primera persona con elementos de rol de acción y exploración de mazmorras. Los niveles del juego se desarrollan en un entorno 3D e implican interactuación básica con el entorno, enfrentamientos con enemigos y fases de jefe final. En la parte superior de la pantalla aparece el mapa tridimensional en primera persona, mientras que en la inferior hay una barra de salud y una pantalla con las reacciones de los personajes.
El jugador controla a un grupo de tres personajes —Emilia, Dolan y Leaza— que actúan como una sola unidad. Cada uno de ellos tiene su propia salud, armas y equipamiento. Solo es posible controlar al líder del grupo que figura en medio de la pantalla, mientras que el resto permanecen inactivos; el jugador puede intercambiar sus posiciones sin pausar la partida. El líder es el único miembro del equipo capaz de atacar y recibir daño directo, pero el resto también pueden sufrir daños fuera de pantalla.
El ataque a los enemigos requiere activar una posición de combate que despliega una cruceta para disparar a los enemigos. Mientras está activada, el jugador no puede desplazarse por el escenario. La munición es limitada y aparece indicada con un contador de energía —Gun Energy—. Cada uno de los protagonistas tiene sus propias características: Emilia puede usar armas cortas con mayor cadencia, Dolan emplea armas pesadas que gastan más munición, y Leaza solo combate con espadas. Además, los personajes disponen de un ataque especial que daña a todos los enemigos en pantalla.
El jugador puede acceder a un inventario para equipar a los personajes con armas, munición, salud y potenciadores, así como todos los elementos necesarios para avanzar que se encuentren por el mapa. Al final de cada misión, el jugador recibe una puntuación  —Cracker Points— según el número de enemigos derrotados y la cantidad de mapa explorado. Un mejor desempeño incrementa el prestigio del grupo y permite acceder a mejores armas, blindaje y recompensas.

## Argumento
La historia de Crime Crackers es una adaptación del manga de ciencia ficción Chō Hikari Seiki Star Crackers, creado por Kokomahi y publicado en la revista Monthly Shōnen Captain. Ambientada en un futuro lejano, comienza veinte años después del final de una guerra galáctica a gran escala. La policía de la Federación Intergaláctica es incapaz de combatir el crimen por sus propios medios, así que se ve obligada a colaborar con grupos de cazarrecompensas, apodados «Crackers», para mantener el orden.
El grupo a bordo de la nave Pink Dolphin está liderado por Emilia F. Alkanet, una chica de una familia prestigiosa que explora las galaxias en busca de su hermano desaparecido, y que sueña con convertirse en una reconocida guardiana. El segundo miembro de la tripulación es Dolan, un veterano de guerra con aspecto de dragón que sirvió bajo las órdenes del abuelo de Emilia. La última integrante es Leaza, una chica zorro obligada a huir de su planeta y que acabó siendo acogida por la protagonista.

## Desarrollo
El desarrollo de Crime Crackers corrió a cargo de Media.Vision, una compañía independiente fundada por Takashi Fukushima, en colaboración con el estudio interno Japan Studio de Sony Computer Entertainment (SCE). Fukushima había trabajado anteriormente en Telenet Japan hasta que decidió crear su propio sello en 1993. Ese mismo año conoció a Akira Satō, expresidente de SCE, y ambos conversaron sobre el desarrollo de PlayStation, cuya irrupción en el mercado del videojuego ya estaba confirmada. SCE estaba buscando estudios de desarrollo, por lo que Fukushima no dudó en colaborar con ellos a través de su nueva empresa.
La producción de Crime Crackers comenzó en mayo de 1994 y duró solamente siete meses, con el objetivo de tenerlo listo antes del lanzamiento de PlayStation el 3 de diciembre de 1994. Media.Vision y Japan Studio aprovecharon el procesador 3D de la consola para crear un videojuego en primera persona que combinaba disparos con exploración de escenario —de forma similar a Doom— y elementos de aventura conversacional. El equipo pudo recortar tiempos de entrega gracias a que tanto la historia como los personajes procedían de un manga de ciencia ficción, Chō Hikari Seiki Star Crackers. La banda sonora corrió a cargo de Noriyuki Asakura, quien poco después destacó por su labor en el anime de Rurouni Kenshin y en la serie de videojuegos Tenchu. Al final del juego se incluyó una cinemática de anime a cargo de Studio Sign: Fukushima se arrepintió de no haberla metido al principio, algo que corregiría en su siguiente juego, Wild Arms (1996).

## Recepción
Crime Crackers salió a la venta en Japón el día de lanzamiento de PlayStation, el 3 de diciembre de 1994, y fue uno de los ocho títulos disponibles de un catálogo encabezado por la adaptación de la recreativa de Ridge Racer. El título tuvo una acogida dispar entre la prensa especializada, que en términos generales destacó su estética anime y la combinación de géneros para un videojuego de disparos. La revista Famitsū le otorgó una puntuación de 23 sobre 40.
Aunque no tuvo lanzamiento en mercados internacionales, varias revistas extranjeras lo analizaron como título de importación. En términos generales lo más comentado fue la estética anime y una jugabilidad que tendía a ser comparada con Doom. Next Generation le suspendió en su análisis con dos estrellas sobre cinco, al considerar que la mezcla de géneros no aportaba nada destacable respecto a la competencia. Por otro lado, Game Players lo definió como un título carente de interés y destacó que sus gráficos no mejoraban lo visto en las videoconsolas de 16 bits.
De cara al lanzamiento de PlayStation en Europa, SCE siguió una estrategia orientada al público adulto que ya estaba acostumbrado a las videoconsolas y demandaba algo nuevo. El propio presidente de SCE, Phil Harrison, citó en una entrevista a la revista Edge que Crime Crackers y Motor Toon Grand Prix, ambos con estética de dibujos animados, «no son indicativos de los productos que están por venir», una de las razones que explican la ausencia de lanzamiento internacional.

## Legado
Aunque Crime Crackers tuvo repercusión limitada, es relevante para PlayStation al ser el primer videojuego con participación de Japan Studio y el primer FPS del catálogo. Con el paso del tiempo, Japan Studio se convirtió en uno de los estudios internos más importantes para SCE y aportó títulos como PaRappa the Rapper, Everybody's Golf, Ape Escape y The Legend of Dragoon.
Fue también el primer videojuego de Media.Vision, uno los primeros estudios externos de PlayStation. Las siguientes obras del equipo sí gozaron de proyección internacional: Rapid Reload (1995), de género run and gun, y la primera entrega de la serie Wild Arms (1996), uno de los juegos de rol pioneros de la consola de Sony que destacaba por su temática del Viejo Oeste y por su sistema de combates.
El videojuego contó con una segunda parte, Crime Crackers 2, que salió a la venta en noviembre de 1997 con producción de Media.Vision. Esta entrega incorporaba novedades como un grupo de cuatro personajes, nuevas animaciones, más escenas cinemáticas y mejoras en la jugabilidad, entre ellas la opción de moverse y atacar al mismo tiempo. Crime Crackers 2 tampoco tuvo lanzamiento internacional.